# Oliver Springs
Oliver Springs est une petite ville de l'État du Tennessee, aux États-Unis. 
La population était de 3 303 habitants lors du recensement 2000. Oliver Springs se divise entre trois comtés : comté d'Anderson, comté de Morgan et comté de Roane.